# Zzyzx Rd.
«Zzyzx Rd.» —en español: «Carretera Zzyzx» —es una canción de la banda estadounidense de hard rock, Stone Sour.
Fue el quinto sencillo de su segundo álbum de estudio Come What(ever) May y no posee video musical. La canción ocupó el #29 en el Mainstream Rock Tracks.
El 5 de diciembre del 2016 se estrenó en el canal oficial de Stone Sour el video oficial, a casi 10 años después de su lanzamiento original.

## Contenido
“Zzyzx Road” es una canción de amor escrita por Corey a su esposa (en ese entonces Scarlett) por haberlo ayudado en su lucha contra el alcoholismo y la contemplación del suicidio, el explica diciendo:

Nunca he escrito algo así antes, pero era muy importante para mí decirle al mundo no sólo lo mucho que me salvó, sino lo mucho que significó para mí.

## Listado de canciones
| CD, Single, Promo |                                |          |  |
| N.º               | Título                         | Duración |  |
| 1.                | «Zzyzx Rd.» (Edit)             | 03:58    |  |
| 2.                | «Zzyzx Rd.» (Original Version) | 05:13    |  |